# كاتونا
كاتونا (Κατούνα) هي مدينة في أيتوليا كي أكارنانيا في مقاطعة كينتريكي إلادا في اليونان.
يبلغ عدد سكانها حوالي 2100 نسمة.